# Bisacquino
Bisacquino (sicilià Busacchinu) és un municipi italià, dins de la ciutat metropolitana de Palerm. L'any 2007 tenia 5.119 habitants. Limita amb els municipis de Caltabellotta (AG), Campofiorito, Chiusa Sclafani, Contessa Entellina, Corleone, Giuliana, Monreale, Roccamena, Sambuca di Sicilia (AG).

## Administració
| Període | Identitat        | Partit         |
| ------- | ---------------- | -------------- |
| 2006-   | Filippo Contorno | Centreesquerra |

## Personatges il·lustres
- Frank Capra, director de cinema nord-americà d'origen sicilià
- Vito Cascio Ferro, un dels primers caps de la màfia siciliana